# احمد بورقانی
احمد بورقانی فراهانی (۱۲ دی ۱۳۳۸ – ۱۳ بهمن ۱۳۸۶) روزنامه‌نگار و سیاست‌مدار ایرانی بود.
بورقانی سخنگوی ستاد تبلیغات جنگ از سال ۱۳۶۶ تا پایان جنگ ایران و عراق، سرپرست دفتر خبرگزاری جمهوری اسلامی ایران در سازمان ملل از سال ۱۳۶۸ تا ۱۳۷۱، معاون مطبوعاتی وزارت فرهنگ و ارشاد اسلامی از سال ۱۳۷۶ تا بهمن ۱۳۷۷ و نمایندهٔ حوزهٔ انتخابیهٔ تهران، ری، اسلامشهر و شمیرانات در دورهٔ ششم مجلس شورای اسلامی بود. او از سال ۱۳۷۹ تا ۱۳۸۲ عضو هیئت رئیسه مجلس و همچنین از ۱۳۷۶ تا ۱۳۸۴ عضو شورای عالی خبرگزاری جمهوری اسلامی و از ۱۳۷۹ تا ۱۳۸۱ عضو شورای نظارت بر صدا و سیما بود.
بسیاری از روزنامه‌نگاران آن دوره، احمد بورقانی را حامی اصلی مطبوعات اصلاح‌طلب در آن دوره می‌دانند.

## زندگی
احمد بورقانی فراهانی؛ ۱۲ دی ۱۳۳۸ در محله وحیدیه در تهران متولد شد. وی فرزند سوم خانواده بود و شغل پدرش بنایی بود.
احمد بورقانی، دوره پنج ساله ابتدایی را در دبستان دیهیم و دوره راهنمایی را در مدارس کورش (ابوذر) و احمد زرافشان گذراند. وی در دوران ابتدایی و راهنمایی به مطالعه کتاب‌های داستانی از جمله آثار محمدعلی جمالزاده می‌پرداخت و در مراسم مذهبی محلی شرکت می‌کرد. وی در سال ۱۳۵۳ تحصیلات خود را در دوران دبیرستان در رشته ریاضی‌فیزیک (جامع) در دبیرستان ابراهیم صهبا آغاز کرد. بخشی از دوران تحصیل وی با سال‌های ۱۳۵۶ و ۱۳۵۷ و اوج گرفتن انقلاب مصادف شد. احمد بورقانی در این دوران، در فعالیت‌های انقلابی نیز مشارکت می‌نمود. وی در سال ۱۳۵۸ پس از پیروزی انقلاب، مسئولیت انتشار نشریه‌ای دانش‌آموزی با نام حقیقت را بر عهده گرفت. وی سپس با شرکت در کنکور، در رشته جغرافیا در دانشگاه فردوسی مشهد پذیرفته شد. وی در دوران دانشجویی، عضو شاخه دانشجویی سازمان مجاهدین انقلاب اسلامی شد. اما پس از یک سال تحصیل، دانشگاه‌ها به‌دلیل انقلاب فرهنگی تعطیل شدند و او پس از بازگشت به تهران، وارد حرفه خبرنگاری شد.
احمد بورقانی پس از بازگشایی دانشگاه‌ها، مجدداً وارد دانشگاه شد و تحصیلات خود را در دانشگاه شهید بهشتی ادامه داد. وی در سال ۱۳۶۵ با معدل A از این دانشگاه فارغ‌التحصیل شد و در سال ۱۳۶۶ به سمت سخنگویی ستاد تبلیغات جنگ منصوب گردید. بورقانی پس از اتمام جنگ برای ادامه فعالیت‌های حرفه‌ای خود به آمریکا رفت و مسئولیت تأسیس دفتر خبرگزاری جمهوری اسلامی ایران در نیویورک را بر عهده گرفت. وی سپس به کار ویراستاری کتاب و فعالیت‌های مطبوعاتی روی آورد و همچنین سایتی به‌نام نت‌ایران به زبان انگلیسی بر روی اینترنت راه‌اندازی نمود.
وی در دوران ریاست جمهوری محمد خاتمی در وزارتخانه‌های ارشاد و کشور و کتابخانه ملی فعالیت نمود. وی همچنین در دوره ششم مجلس شورای اسلامی نماینده مردم تهران بود.
پس از آغاز دوران ریاست جمهوری محمود احمدی‌نژاد، بورقانی صرفاً به فعالیت‌های مطبوعاتی در نشریات مختلف می‌پرداخت.

## درگذشت
احمد بورقانی که از بیماری قلبی رنج می‌برد. سرانجام در عصر روز شنبه ۱۳ بهمن ۱۳۸۶ بر اثر سکته قلبی در بیمارستان دکتر شریعتی تهران درگذشت. مطبوعات غیردولتی ایران خبر درگذشت او را در صفحهٔ اول خود و با عکس‌های بزرگی از وی تحت پوشش قرار دادند.

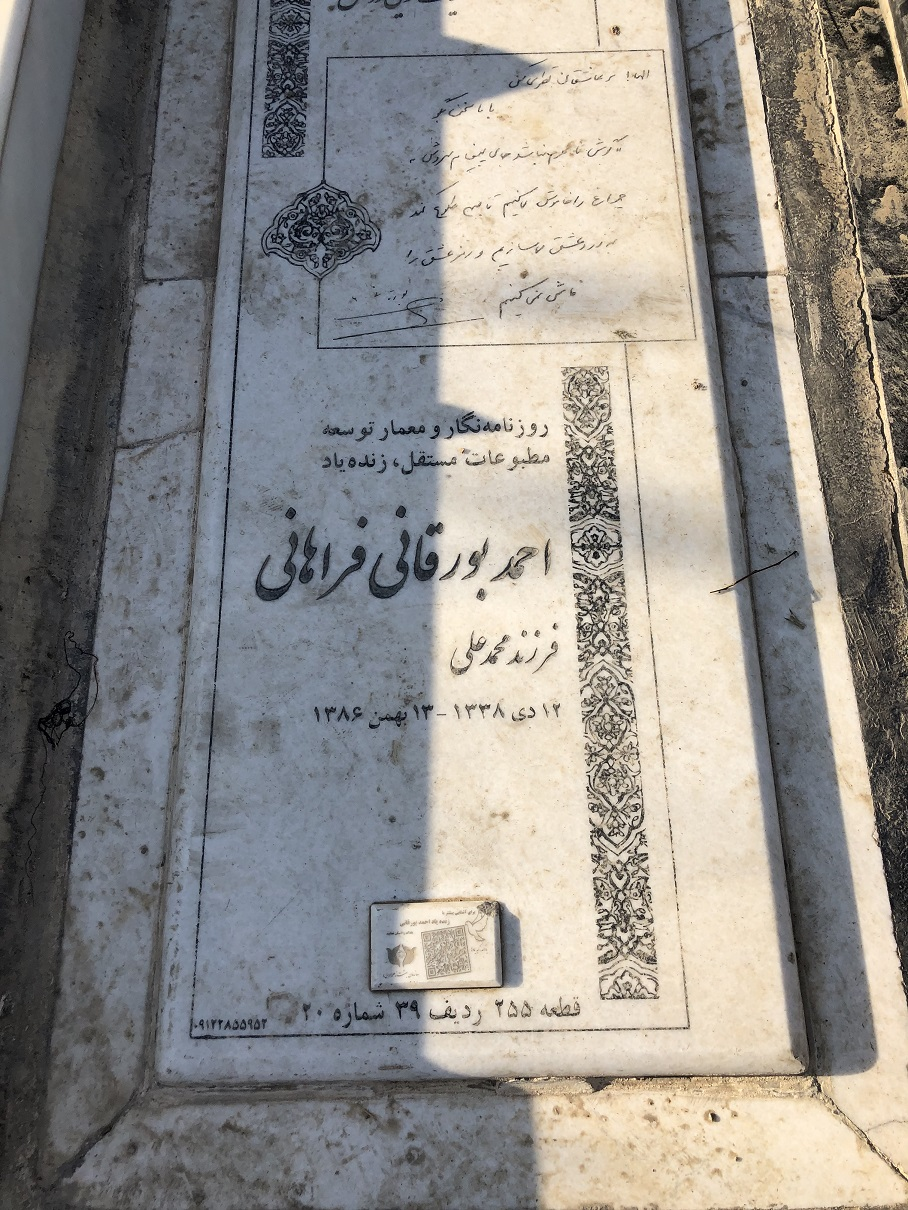
آرامگاه بورقانی

## روزنامه‌نگاری
بورقانی فعالیت خبرنگاری خود را از تیرماه ۱۳۵۹ در خبرگزاری پارس (جمهوری اسلامی بعدی) آغاز کرد. در ۱۳۶۳ سردبیر ارشد این خبرگزاری شد، در ۱۳۶۸ برای تأسیس دفتر در سازمان ملل به نیویورک رفت و اجازه تأسیس این دفتر در نیمی از دفتر ۲۵ متری خبرگزاری یونایتد پرس که با مشکلات مالی مواجه بود، را از مقامات سازمان ملل دریافت کرد.
بورقانی با استعفای محمد خاتمی از خبرگزاری خارج شد و سایت انگلیسی زبان «نت ایران» که به مقالات مطبوعات ایرانی و مجله «ENVOY» که در کانادا منتشر می‌شد و به مسائل آسیای مرکزی و ایران می‌پرداخت را تأسیس کرد که هر دو به‌دلیل مشکلات مالی تعطیل شدند. او پس از پیروزی محمد خاتمی در انتخابات ریاست‌جمهوری در پست معاون مطبوعاتی وزارت فرهنگ و ارشاد اسلامی و نماینده مجلس ششم قرار گرفت و تلاش نافرجام خود برای تغییر قوانین مطبوعاتی کشور را ادامه داد.

## فعالیت سیاسی
احمد بورقانی یکی از نمایندگانی بود که در پایان دوره مجلس ششم و در اعتراض به رد صلاحیت‌های گسترده شورای نگهبان در انتخابات مجلس هفتم، در ساختمان مجلس به مدت ۲۶ روز تحصن کرد و بعد از آن از سمت نمایندگی استعفا داد.